# بیلگین دفترلی
بیلگین دفترلی (انگلیسی: Bilgin Defterli؛ زادهٔ ۱ نوامبر ۱۹۸۰) بازیکن فوتبال اهل ترکیه است.
از باشگاه‌هایی که در آن بازی کرده‌است می‌توان به باشگاه فوتبال کلن، باشگاه فوتبال اف‌اس‌وی فرانکفورت، و باشگاه فوتبال آلمانیا آخن اشاره کرد.
وی همچنین در تیم ملی فوتبال زنان ترکیه بازی کرده‌است.